# Medetera verae
Medetera verae är en tvåvingeart som beskrevs av Negrobov 1967. Medetera verae ingår i släktet Medetera och familjen styltflugor. Inga underarter finns listade i Catalogue of Life.